# Примейра-Крус

Примейра-Крус на карте штата.

Примейра-Крус (порт. Primeira Cruz) — муниципалитет в Бразилии, входит в штат Мараньян. Составная часть мезорегиона Север штата Мараньян. Входит в экономико-статистический микрорегион Ленсойс-Мараньенсис. Население составляет 13 954 человека на 2010 год. Занимает площадь 1367,676 км². Плотность населения — 10,20 чел./км².

## Демография
Согласно сведениям, собранным в ходе переписи 2010 г. Национальным институтом географии и статистики (IBGE), население муниципалитета составляет:
| Полное население                               | Полное население                               | Полное население                               | Полное население                               | 13 954 |
| ---------------------------------------------- | ---------------------------------------------- | ---------------------------------------------- | ---------------------------------------------- | ------ |
| в том числе:                                   | Городское население                            | 4289                                           | Процент городского населения, %                | 30,74  |
|                                                | Сельское население                             | 9665                                           | Процент сельского населения, %                 | 69,26  |
|                                                | Мужское население                              | 7410                                           | Процент мужского населения, %                  | 53,10  |
|                                                | Женское население                              | 6544                                           | Процент женского населения, %                  | 46,90  |
| Плотность населения, чел/км²                   | Плотность населения, чел/км²                   | Плотность населения, чел/км²                   | Плотность населения, чел/км²                   | 10,20  |
| Население муниципалитета в % к населению штата | Население муниципалитета в % к населению штата | Население муниципалитета в % к населению штата | Население муниципалитета в % к населению штата | 0,21   |

По данным оценки 2016 года, население муниципалитета составляет 14 918 жителей.

## История
Город основан 16 октября 1947 года.

## Статистика
- Валовой внутренний продукт на 2014 год составляет 765 000 000,00 реалов (данные: Бразильский институт географии и статистики)[1].
- Валовой внутренний продукт на душу населения на 2014 год составляет 4315,51 реалов (данные: Бразильский институт географии и статистики)[1].
- Индекс человеческого развития на 2010 год составляет 0,512 (данные: Программа развития ООН)[2].